# Спартц, Виктория
Виктория Спартц (англ. Victoria Spartz, при рождении Виктория Анатольевна Кульгейко, (укр. Вікторія Анатоліївна Кульгейко); род. 6 октября 1978, Носовка, Черниговская область) — американский политик. Сенатор штата Индиана (2017—2021). Член Палаты представителей США (с 2021 года). Первая в истории член Конгресса США украинского происхождения.

## Биография
Родилась 1 октября 1978 года в Носовке Черниговской области УССР. В Носовке жила до пяти лет, после чего её родители переехали в Чернигов, где Виктория окончила школу.
Училась в Киевском национальном экономическом университете имени Вадима Гетьмана. В 2000 году переехала в США, получила диплом магистра по профессиональной бухгалтерии Университета Индианы. Преподавала в Университете Индианы. Работала в бизнесе и государственных учреждениях — до должности главного чиновника по финансам Службы прокурора Индианы. После избрания в Сенат штата Индиана (в сентябре 2017 года) ушла с должности — для избежания конфликта интересов. Также является председателем Республиканской партии округа Гамильтон.
В Сенате Индианы заменила 72-летнего Люка Кенли, ушедшего на пенсию. Спартц победила шестерых других кандидатов, включая Дэна Шмидта, ранее работавшего с бывшим губернатором Майком Пенсом, а также Меган Уайлз, президента Совета города Ноблсвилл, чью кандидатуру поддержал сенатор Люк Кенли.
В 2020 году Спартц была избрана в Палату представителей США от 5-го округа штата Индиана, набрав чуть больше 50 % голосов и обойдя кандидата от Демократической партии Кристину Хейл на 4 с лишним процента. На выборах она использовала лозунг «Остановим социализм!». К исполнению обязанностей члена Палаты представителей Спартц приступила в январе 2021 года, став первой этнической украинкой в Конгрессе США. Работа Спартц в Конгрессе США подвергалась критике за неровное и недемократичное обращение с персоналом.

## Российско-украинская война

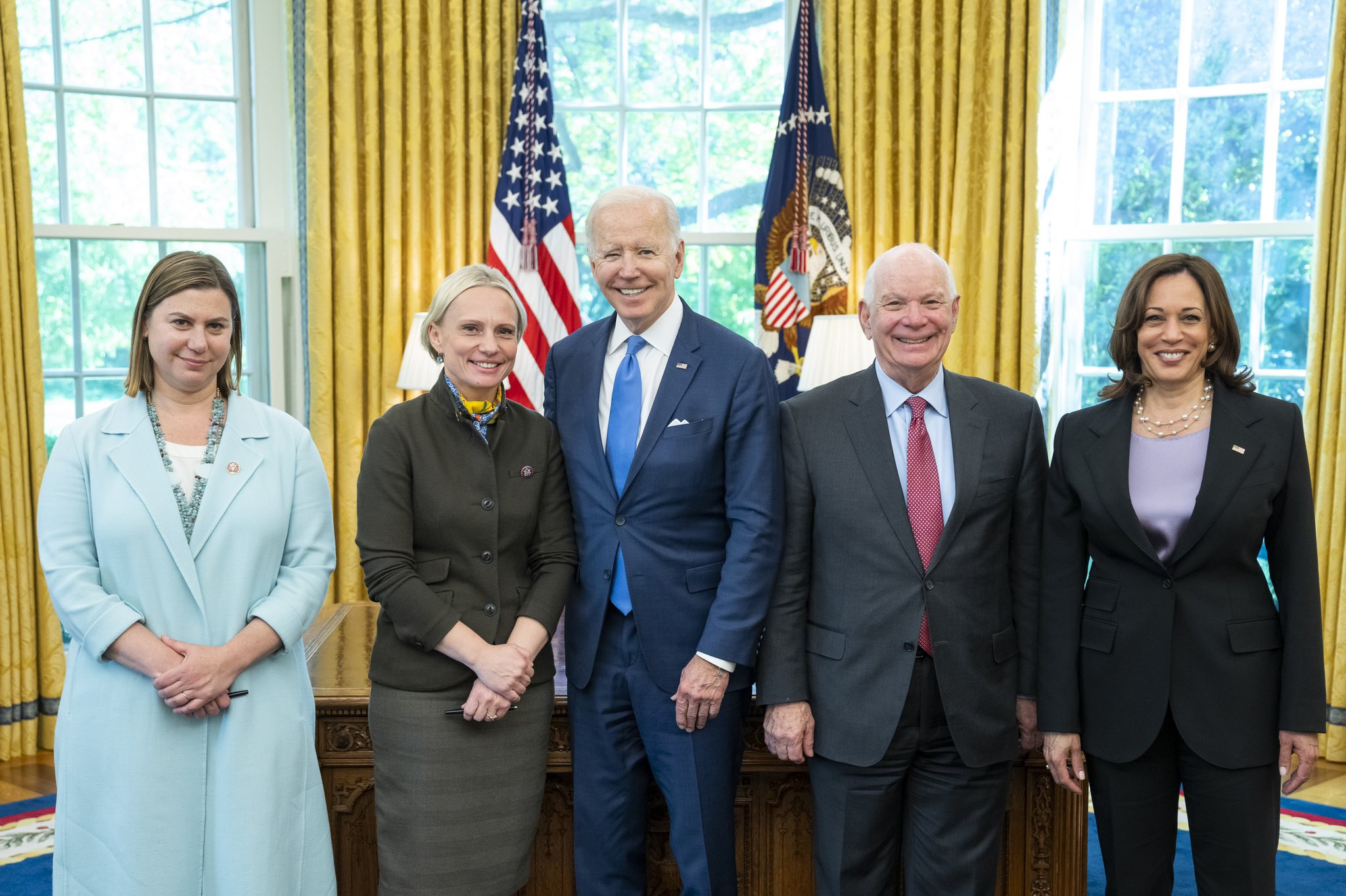
Виктория Спартц (вторая слева) на церемонии подписания Закона о ленд-лизе

В апреле 2022 года Спартц вместе с сенатором Стивом Дэйнсом стала первым официальным лицом из США, посетившим Украину на фоне российского вооружённого вторжения; политики побывали в освобождённых от российской оккупации городах Буча и Бородянка. Вместе с сенатором Беном Кардином и депутатом Элиссой Слоткин Спартц была приглашена в Белый дом для участия в церемонии подписания президентом Джо Байденом Закона о ленд-лизе в защиту демократии на Украине.
По словам Спартц, с начала российского вторжения она побывала в Украине шесть раз. Выступая в Конгрессе, обвинила украинские власти в плохой подготовке к войне и пренебрежении предупреждениями о российском вторжении. Она призвала руководителя офиса президента Украины Андрея Ермака уйти в отставку, а украинские власти — провести расследование его деятельности.
В конце сентября 2022 года Newsweek опубликовал подробности встречи, прошедшей в Варшаве 8 марта, которая положила начало конфликта Спартц с правительством Украины. Она обвинила Владимира Зеленского в неспособности подготовиться к войне и в отсутствии надзора за пожертвованным оружием. Источники в украинском правительстве заявили, что встреча в посольстве вызвала опасения, что Спартц лоббирует американского военного подрядчика, у которого Киев не желает покупать. Спартц, в свою очередь, выразила обеспокоенность по поводу непрофессионализма и коррупции на Украине.

## Личная жизнь
Пока Спарц училась в колледже, она встретила своего будущего мужа Джейсона Спарца в поездке по Европе. Они поженились в 2000 году. У них две дочери и они живут в Ноблсвилле, штат Индиана. Джейсон — уроженец Ноблсвилла, его отец встретил его мать, гражданку Германии, когда он находился в Германии после Второй мировой войны. Спарц — православная.